# 雙簧管
雙簧管屬於木管樂器，雙簧類樂器。所謂「雙簧」即以兩塊簧片縛在一起，透過振動而發聲。雙簧管是由蕭姆管（Shawm）發展而成的樂器，音質獨特，在交響樂團中，經常以獨奏的形式出現。
現今交響樂團演出前，會以雙簧管奏出的A(442Hz或440Hz)音來作為其他樂器調音的基礎。
給雙簧管調音有兩種無法考究的解釋說法，第一種說法是在以往的樂器合奏中，舊式雙簧管是最難調準音的樂器，所花的時間亦較多，所以演奏前會先讓它調準音後才到其他樂器，這習慣後來便成為了樂團的常規；第二種說法，雙簧管在演奏這個音高時，樂器的狀況最穩定，且音色較具穿透力音量也很大聲，故用來作為樂團調音的標準。
目前比較有科學根據的說法，雙簧管在吹奏時，豐富的音色下，產生的泛音是管弦樂團眾多樂器之中最多的，所以在調音時，面對不同特性的樂器（不同頻率的泛音）可以很容易校正在一起。這說法在頻譜儀發明之後有被實驗證實，雙簧管是管弦樂團編制樂器之中，產生的泛音是最多的。
以及調音為A音，是因為早期的管弦樂團為弦樂為主，弦樂器的空弦共同音（弦樂器都用空弦來調音）為A音，故統一用A音來調音。管樂團則是調音為bB音，原因是管樂團的bB調移調樂器居多的關係

## 構造

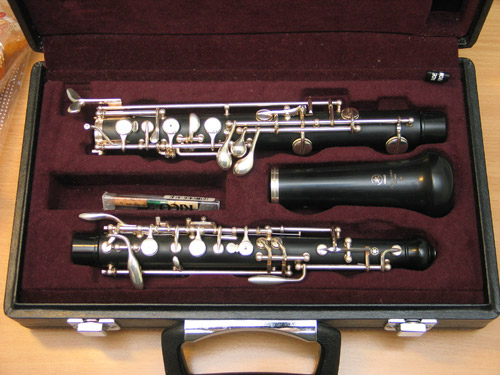
雙簧管 (Yamaha YOB-241)

現代雙簧管的管身主要由三節組成，分別為上管、下管及喇叭口。高階的雙簧管管身通常以非洲黑木（Grenadilla）製成，亦有以塑膠或全透明合成樹脂製成，近幾年樂器製造廠商開發新的木料材質有玫瑰木、可樂豆木不等。

### 管身

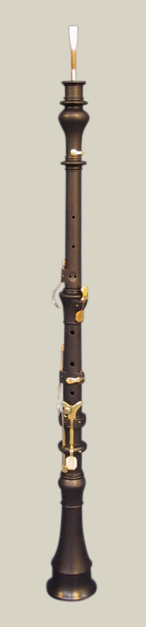
古典双簧管, Sand Dalton的原始副本by Johann Friedrich Floth, c. 1805

雙簧管的管身由三部份組成，其上有20多個不同大小的音孔，音孔上裝有鍍金或鍍銀的按鍵，用以覆蓋氣孔調節音高。整套按鍵以複雜的槓桿結構組成，吹奏時邊按按鍵，槓桿組合會以連動的方式自動打開或關閉氣孔，以改變吹奏出來的音高。

### 簧片（Reed）

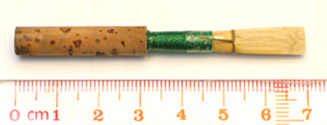
雙簧管用簧片（LaWoz -- Medium Soft）

簧片是影響雙簧管的音質的重要因素。簧片通常以蘆葦的莖部(cane)製作，亦有使用竹蔗、竹片等材料製成，下方以尼龍線纏繞固定於銅製的軟木管(Staple)上，亦有以金、銀或特殊合金製成的軟木管。
簧片盛行主流的削法風格分為美式、徳式、法式三種削法，美式簧片削掉的比例面積較大，約整體簧片面積五分之四，德式與法式簧片削掉的面積則較小，德式比例約七分之三，法式比例為約五分之二；由於法式跟德式的比例非常的接近，很多人會分不清楚，但是還是可以從蘆葦削掉的表皮下緣形狀來區分，德式以U型行為主，法式則是有W型、V型以及少數為U型為主。
完成後的簧片總長度大約為70mm-74mm，可依演奏者本身習慣進行調整。
簧片使用前，必須先用清水泡數分鐘，待蘆葦纖維吸水變有彈性後，簧片才能充份震動，發出圓潤的音色。由於簧片有沾水後在吹奏的習慣，所以蘆葦纖維會伴隨著天氣的濕度有所膨脹或收縮，當天氣不穩定時，簧片震動狀況也變得非常的不穩定，可能會變成震動不良、或過度震動的狀況，演奏者的吹奏狀況也會被影響。
簧片的厚薄長短，亦會直接影響吹奏時的音質：較薄的簧片較容易發聲，適合初學者使用，但出來的音質欠圓潤；較厚簧片能吹出響亮而甜美的聲音，但難以控制，需要較大的氣壓才會發聲；長的簧片音準偏低，短的則音準偏高。初學者可選擇購買現成的簧片以便練習，但由於不同樂曲對雙簧管的音質有不同的要求，專業的演奏者通常會自製簧片以配合所需，自製時間需花上數天，這也是對雙簧管演奏者而言最大的挑戰。

### 按鍵系統
雙簧管的按鍵方式正不斷改良，現時的按鍵系統有：
- 半自動按鍵系統：控制較困難，吹奏a²~c³時需按左手的2nd Octave鍵；槓桿結構較簡單，價錢較便宜。
- 全自動按鍵系統：簡化了半自動按鍵系統的操作方式；槓桿結構較精密，價錢較高。

#### 八度音鍵（Octave Keys）
普遍雙簧管都有2個八度音鍵：第1個用以打開e²至g#²等音的氣孔；第2個打開a²至c³的氣孔；設計較複雜的雙簧管則附設第3個八度音鍵，用以輔助c³以上音程的發聲。
新式的双簧管有3个八度音键，第1个用以打开E5至G#5等音的气孔；第2个打开A5至C6的气孔；第3个则提供另一套高音的按键指法。

#### 顫音鍵（Trill Keys）
舊式的雙簧管礙於槓桿結構的不足，個別的音高很難、甚至無法產生顫音（trill）效果，如c²-d²、b-c¹等。新式的雙簧管附加不同的顫音鍵，使幾乎所有音都能發出顫音。

#### 左手F鍵（Left-handed F）
舊式的雙簧管，吹奏D-F或F-D兩個音時必須使用叉狀F（Forked-F）的指法。新式的雙簧管附有左手F鍵，大大減低指法的複雜性，並保持音高、音質的穩定性。

#### 叉狀F共鳴鍵（Forked-F resonance key）
另一個為簡化吹奏D-F或F-D指法所用的音鍵。舊式雙簧管的叉狀F指法需配合右手的Eb鍵；新式雙簧管配合了叉狀F共鳴鍵，使用叉狀F指法時便無需按Eb鍵。

## 音域及記譜法

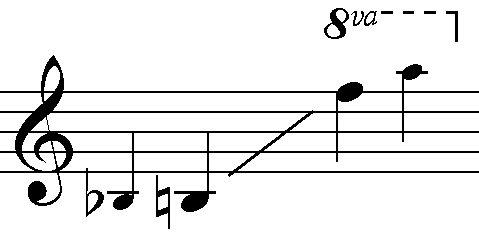
雙簧管的可吹奏音域

雙簧管的音域有2個半八度，較其他木管樂器來的窄，由b♭到f³。通常音色最好聽的音域為a ¹到c ³之間，超出之外的音域，除了需要較高的演奏技巧之外，也可能會出現較過於尖銳的音色、爆音，或有失音準狀況。
雙簧管採用高音譜號，並使用實音記譜法。

## 吹奏技巧
相比長笛及其他木管樂器，雙簧管的音色較難控制。初學者由於未能有效運氣及控制嘴唇的壓力，經常會發出如鴨叫般刺耳聲音；然而有經驗的雙簧管演奏者，只要配合上下嘴唇的壓力，即可控制樂器發出美妙的音色。
吹奏雙簧管需要身體多方面的配合，包括有：
1. 手指：負責按按鍵。
2. 呼吸：與其他管樂一般，吹奏雙簧管必須使用腹式呼吸，並透過腹部來控制吹奏時的氣壓；腹部亦是吹奏颤音（Vibrato）效果的重要控制部份。吹奏雙簧管所花費的氣量，少於一般單簧樂器及銅管樂器，故吹奏時很少會出現不夠氣的情況，演奏者反而會因未能充份吐盡體內積存的廢氣而感到胸口鬱悶。因此，演奏者吹奏時必須採取「先吐氣、再吸氣」的方式來換氣，有時甚至需要爭取吐出悶氣的機會，在吹奏時僅吐出部份空氣，待有機會時再換氣。
3. 嘴唇：吹奏前上下唇必須包著上下排牙齒，嘴唇應呈小「O」形並含著簧片，嘴唇周圍的肌肉必須放鬆，但又必須避免吹奏時漏氣。吹奏時透過上下唇及嘴唇周圍的肌肉施加的壓力調節音色：壓力大時，聲音會偏高及變得刺耳；壓力太小時聲音會較圓潤但卻偏低，需配合足夠的氣壓以修正音高。嘴唇的形狀及控制稱為「Embouchure」。
4. 牙齒：由於簧片十分脆弱，為避免損壞，牙齒不可與簧片有任何接觸，必須以嘴唇包著；牙齒可輔助嘴唇產生所需控制簧片的壓力以調節音色。
5. 舌頭及喉嚨：配合呼吸及腹部的肌肉，並透過舌頭輕輕接觸簧片以控制斷音及跳音(Staccato)；在吹奏較快的作品時更需喉嚨的配合以控制氣流。
6. 高階技巧：雙吐(double tonguing)、三吐(triple tonguing)、循環呼吸(circular breathing)。

以上提及吹奏時牽涉的各個身體部份，由於存在著很大的個人差異，吹奏時身體各部份的協調亦因人而異。而部份肌肉(如：嘴唇、舌頭、喉嚨)控制更非人類慣性的活動模式，所以要充份控制雙簧管以奏出動聽的旋律，必須反覆練習以鍛鍊以上各部份的協調。

## 家族樂器
與雙簧管屬於同一家族的木管樂器包括有：

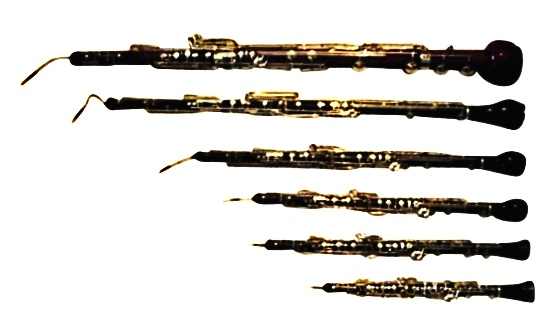
不同音域的雙簧管，由上至下：赫格管、低音雙簧管、柔音雙簧管、英國管、高音雙簧管。

- 高音雙簧管 (Oboe Piccolo)，比雙簧管高一個小三度或完全四度(perfect fourth)。
- 英國管 (Cor anglais/English Horn)，比雙簧管低一個完全五度(Perfect fifth)。
- 柔音雙簧管 (Oboe d'amore)，比雙簧管低一個小三度。
- 低音雙簧管 (Bass Oboe)，比雙簧管低一個完全八度(Octave)。
- 赫格管 (Heckelphone)，指法和低音雙簧管相同，但外形則參照巴松管所製成，比雙簧管低一個完全八度(Octave)。

## 製造商
主要的雙簧管製造商及廠牌包括：
- Buffet （页面存档备份，存于）
- Covey （页面存档备份，存于）
- Fossati （页面存档备份，存于）
- Fox （页面存档备份，存于）
- Ludwig Frank （页面存档备份，存于）
- Howarth （页面存档备份，存于）
- Larilee
- A. Laubin
- F. Lorée （页面存档备份，存于）
- Marigaux （页面存档备份，存于）
- Mönnig （页面存档备份，存于）
- Patricola （页面存档备份，存于）
- Rigoutat （页面存档备份，存于）
- Selmer （页面存档备份，存于）
- Yamaha
- Josef （页面存档备份，存于）
- Adler （页面存档备份，存于）
- Bulgheroni （页面存档备份，存于）

## 作品節選

### 獨奏與室內樂
- 莫札特：F大調雙簧管四重奏，K.370
- 泰雷曼：為雙簧管、木笛及數字低音的三重奏鳴曲
- 瑪德蓮娜‧德林（Madeleine Dring）：三重奏、三首組曲
- 布烈頓：《六首奧維德的變形》，無伴奏雙簧管獨奏曲
- 杜拉第：《五首雙簧管獨奏曲》，無伴奏雙簧管獨奏曲
- 舒曼：三首浪漫曲 Op.94
- 施托克豪森：《友誼》－選自聯篇歌劇《光》之《星期一》
- 卡爾•尼爾森：兩首雙簧管和鋼琴幻想曲，op. 2
- 佛漢•威廉士：《十首布雷克之歌》，雙簧管及男高音
- 聖桑：D大調雙簧管奏鳴曲
- 米堯：雙簧管奏鳴曲、《雅各之夢》
- 查維斯(Carlos Chávez)：《Upingos》
- 欣德米特：雙簧管奏鳴曲
- 卡特：《三位一體》（雙簧管及豎琴）、為雙簧管、小提琴、中提琴及大提琴的四重奏
- 藤掛廣幸：日本の四季

### 管弦樂
雙簧管是最早成為現代管絃樂團的常規樂器之一。早在巴洛克時期，雙簧管已經成為器樂中不可缺少的一部份。在巴赫、莫扎特和海頓的交響樂作品中，編制已經包括雙簧管，並且出現獨奏的樂段。相比之下，巴松管雖然亦已納入編制當中，不過卻常與大提琴等低音樂器齊奏和作伴奏用途。
- 巴哈：《勃蘭登堡協奏曲》第1號及第2號
- 貝多芬：第5號交響曲第一樂章，有一段著名的華彩樂段獨奏，即是由雙簧管擔任。
- 貝多芬：第3號交響曲第二樂章，著名的送葬進行曲即是由雙簧管演奏。
- 貝多芬：《田園》交響曲第一樂章，由雙簧管演奏最先出現的田園主題。
- 布烈頓：《青少年管絃樂入門》
- 韓德爾：《示巴女皇的到訪》
- 浦羅哥菲夫：《彼得與狼》—以雙簧管代表鴨子的角色樂段
- 拉威爾：《庫普蘭之墓》，作品中充分展現雙簧管的高度技巧
- 柴可夫斯基：《天鵝湖》中的「情景」
- 理查‧史特勞斯：《唐璜》中長達一分鐘的獨奏
- 拉威爾：《展覽會之畫》管弦樂版本，杜樂麗花園(Tuileries)、雛雞之舞(Ballet of the Chickens in their Shells)片段
- 林姆斯基-高沙可夫：《天方夜譚》
- 蕭泰然：《1947序曲》

### 協奏曲
與管弦樂作品相比，為雙簧管而創作的協奏曲相對不多。
巴洛克時期為雙簧管協奏曲創作最豐富的時期，如韋瓦第創作過15首雙簧管協奏曲，泰雷曼、韓德爾、阿爾比諾尼等人亦創作了大量的雙簧管協奏曲。
相較前期，古典時期的雙簧管協奏曲數量不多，海頓、莫札特均只創作過一首（海頓的作品近年被指出並非本人所創作）；2005年曾經有相傳是貝多芬學生時期創作的雙簧管協奏曲被演出，但仍未廣泛被認可；這時期較出名的雙簧管協奏曲作品，就只有以創作歌劇為主的貝里尼所寫的一首雙簧管協奏曲。
浪漫時期後期至20世紀前，出現了許多重要的雙簧管協奏曲，如佛漢·威廉士、理查·施特勞斯、普朗克、馬爾蒂努的協奏曲，理查·史特勞斯的雙簧管協奏曲更是演奏家們公認的高難度曲目。
近代也陸續出現多首雙簧管協奏曲，如貝里奧、齊默爾曼、馬代爾納、茲維里奇、卡特等。

## 人物
著名的雙簧管演奏家包括：
- Heinz Holliger
- 張瑞芝 (Jui-Chi Chang) （页面存档备份，存于）
- 宮本文昭（日语：宮本文昭）
- 安東尼歐·帕斯庫里（Antonio Pasculli），被譽為「雙簧管的帕格尼尼」
- Maurice Bourgue
- Hansjörg Schellenberger
- Albrecht Mayer
- Douglas Boyd
- Leon Goossens
- Gordon Hunt
- David Walter
- Jacques Tys
- François Leleux（法语：François Leleux）
- Alexei Ogrintchouk
- Jonathan Kelly
- Stephan Schilli
- Diethelm Jonas
- Diana Doherty
- Christoph Hartmann
- Lucas Macías Navarro

## 外部連結
- Bruce Haynes: Music for oboe （页面存档备份，存于）
- Fingering Scheme for Oboe - 提供雙簧管的按鍵指法 （页面存档备份，存于）
- 以雙簧管吹奏的爵士樂介紹
- The All Oboe Page
- oboeinsight （页面存档备份，存于）
- OboeSpace: Oboe information （页面存档备份，存于）
- Oboists Online
- ASU Oboe Homepage （页面存档备份，存于）
- Oboes for Idgets （页面存档备份，存于）
- Russian Oboe Page （页面存档备份，存于）
- Tokyo Kosei Wind Orchestra - 附雙簧管吹奏示範
- Penderecki - Capriccio per oboe e orchestra （页面存档备份，存于）
- 雙簧管及鋼琴二重奏 (Gabriel's Oboe) （页面存档备份，存于）
- Oboe Fingering Trainer - 雙簧管指法測驗 （页面存档备份，存于）
- From Quack to Crow - 提供正確使用及吹奏雙簧管方法 （页面存档备份，存于）
- Sound Junction: All about the oboe
- 謝宛臻 ─ 韓德爾國際雙簧管大賽首獎得主 （页面存档备份，存于）
- 玫瑰大眾購物網 - 韋瓦第,泰雷曼:雙簧管協奏曲集 (Edel) [永久]
- 香港雙簧管中心 Hong Kong Oboe Center （页面存档备份，存于）